# Gymnastik vid olympiska sommarspelen 1992
Gymnastiken vid de olympiska sommarspelen 1992 i Barcelona bestod av 15 grenar fördelade på två olika discipliner, artistisk gymnastik och rytmisk gymnastik. Tävlingarna i artistisk gymnastik avgjordes i Palau Sant Jordi och tävlingarna i rytmisk gymnastik avgjordes i Palau dels Esports de Barcelona.

## Medaljörer

### Artistisk gymnastik

#### Herrar
| Event                   | Guld | Silver                                                              | Brons                                                                                                   |
| Mångkamp, lag detaljer  | OSS Valerij Belenkij Ihor Korobtjynskyj Hryhorij Misiutin Vitalj Sjtjerba Rustam Sjaripov Aleksej Voropajev | Kina Guo Linyao Li Chunyang Li Dashuang Li Ge Li Jing Li Xiaoshuang | Japan Yutaka Aihara Takashi Chinen Yoshiaki Hatakeda Yukio Iketani Masayuki Matsunaga Daisuke Nishikawa |
| Mångkamp, ind. detaljer | Vitalj Stjerbo OSS                                                                                          | Hryhorij Misiutin OSS                                               | Valerij Belenkij OSS                                                                                    |
| Fristående detaljer     | Li Xiaoshuang Kina                                                                                          | Yukio Iketani Japan                                                 | Ingen utsedd                                                                                            |
| Fristående detaljer     | Li Xiaoshuang Kina                                                                                          | Hryhorij Misiutin OSS                                               | Ingen utsedd                                                                                            |
| Bygelhäst detaljer      | Vitalj Stjerbo OSS                                                                                          | Ingen utsedd                                                        | Andreas Wecker Tyskland                                                                                 |
| Bygelhäst detaljer      | Pae Gil-Su Nordkorea                                                                                        | Ingen utsedd                                                        | Andreas Wecker Tyskland                                                                                 |
| Ringar detaljer         | Vitalj Stjerbo OSS                                                                                          | Li Jing Kina                                                        | Andreas Wecker Tyskland                                                                                 |
| Ringar detaljer         | Vitalj Stjerbo OSS                                                                                          | Li Jing Kina                                                        | Li Xiaoshuang Kina                                                                                      |
| Hopp detaljer           | Vitalj Stjerbo OSS                                                                                          | Hryhorij Misiutin OSS                                               | Yoo Ok Ryul Sydkorea                                                                                    |
| Barr detaljer           | Vitalj Sjtjerba OSS                                                                                         | Li Jing Kina                                                        | Ihor Korobtjynskyj OSS                                                                                  |
| Barr detaljer           | Vitalj Sjtjerba OSS                                                                                         | Li Jing Kina                                                        | Guo Linyao Kina                                                                                         |
| Barr detaljer           | Vitalj Sjtjerba OSS                                                                                         | Li Jing Kina                                                        | Masayuki Matsunaga Japan                                                                                |
| Räck detaljer           | Trent Dimas USA                                                                                             | Hryhorij Misiutin OSS                                               | Ingen utsedd                                                                                            |
| Räck detaljer           | Trent Dimas USA                                                                                             | Andreas Wecker Tyskland                                             | Ingen utsedd                                                                                            |

#### Damer
| Event                   | Guld | Silver                                                                                             | Brons                                                                              |              |
| Mångkamp, lag detaljer  | OSS Svetlana Boginskaja Oksana Tjusovitina Rozalia Galijeva Elena Grudneva Tatiana Gutsu Tatiana Lysenko | Rumänien Cristina Bontaș Gina Gogean Vanda Hădărean Lavinia Miloșovici Maria Neculiță Mirela Pașca | USA Wendy Bruce Dominique Dawes Shannon Miller Betty Okino Kerri Strug Kim Zmeskal |              |
| Mångkamp, ind. detaljer | Tatiana Gutsu OSS                                                                                        | Shannon Miller USA                                                                                 | Lavinia Miloșovici Rumänien                                                        |              |
| Hopp detaljer           | Lavinia Miloșovici Rumänien                                                                              | Ingen utsedd                                                                                       | Tatiana Lysenko OSS                                                                |              |
| Hopp detaljer           | Henrietta Ónodi Ungern                                                                                   | Ingen utsedd                                                                                       | Tatiana Lysenko OSS                                                                |              |
| Barr detaljer           | Lu Li Kina                                                                                               | Tatiana Gutsu OSS                                                                                  | Shannon Miller USA                                                                 |              |
| Bom detaljer            | Tatiana Lysenko OSS                                                                                      | Lu Li Kina                                                                                         | Ingen utsedd                                                                       | Ingen utsedd |
| Bom detaljer            | Tatiana Lysenko OSS                                                                                      | Shannon Miller USA                                                                                 | Ingen utsedd                                                                       | Ingen utsedd |
| Fristående detaljer     | Lavinia Miloșovici Rumänien                                                                              | Henrietta Ónodi Ungern                                                                             | Cristina Bontaș Rumänien                                                           |              |
| Fristående detaljer     | Lavinia Miloșovici Rumänien                                                                              | Henrietta Ónodi Ungern                                                                             | Shannon Miller USA                                                                 |              |
| Fristående detaljer     | Lavinia Miloșovici Rumänien                                                                              | Henrietta Ónodi Ungern                                                                             | Tatiana Gutsu OSS                                                                  |              |

### Rytmisk gymnastik
| Event                 | Guld                     | Silver                   | Brons              |
| Individuellt detaljer | Alexandra Timosjenko OSS | Carolina Pascual Spanien | Oxana Skaldina OSS |

## Medaljtabell
| Pl.    | Nation    | Guld | Silver | Brons | Totalt |
| ------ | --------- | ---- | ------ | ----- | ------ |
| 1      | OSS       | 10   | 5      | 5     | 20     |
| 2      | Kina      | 2    | 4      | 2     | 8      |
| 3      | Rumänien  | 2    | 1      | 2     | 5      |
| 4      | USA       | 1    | 2      | 3     | 6      |
| 5      | Ungern    | 1    | 1      | 0     | 2      |
| 6      | Nordkorea | 1    | 0      | 0     | 1      |
| 7      | Tyskland  | 0    | 1      | 2     | 3      |
| 7      | Japan     | 0    | 1      | 2     | 3      |
| 9      | Spanien   | 0    | 1      | 0     | 1      |
| 10     | Sydkorea  | 0    | 0      | 1     | 1      |
| Totalt | Totalt    | 17   | 16     | 17    | 50     |